# Tortuga del desert
La tortuga del desert (Gopherus agassizii) és una espècie de tortuga de la família Testudinidae nativa del desert de Mojave i del desert de Sonora al sud-oest dels Estats Units i al nord de Mèxic. Forma part del gènere Gopherus. L'epítet agassizii fa honor al zoòleg suís-nord-americà Jean Louis Rodolphe Agassiz.

## Descripció
Aquesta tortuga aconsegueix una longitud d'uns 25 a 36 cm, sent els mascles una mica més grans que les femelles. Els mascles tenen una projecció del seu plastró en forma de pic a la zona del coll una mica més llarg que el de les femelles, el seu plastró (part inferior de la closca) és còncau a diferència del de les femelles. Els mascles posseeixen cues més llargues que les femelles. Les seves closques són elevades, i de colors entre verdosos i marronosos. Les tortugues del desert poden créixer fins a assolir una alçada d'uns 10 a 15 cm i poden pesar de 4 a 7 kg quan són adultes. Els seus membres anteriors tenen gruixudes escates similars a urpes i estan desgastades per excavar contínuament. Les potes posteriors són massisses, amb alguna similitud a les de l'elefant.